# 포미 제루
포미 제루(브라질 포르투갈어: Fome Zero)는 루이스 이나시우 룰라 다 시우바 대통령에 의해 처음으로 시행된 브라질의 사회복지 제도이다. 2003년에 빈곤 퇴치, 아동 노동 근절을 내걸고 처음 시행되어, 2005년 6월에 보우사 파밀리아로 확대되었다.

## 같이 보기
- 룰라주의
- 보우사 파밀리아